# Raphaël Romey
Raphaël Romey (Seoel, 26 februari 1981) is een Frans profvoetballer die als verdediger speelt.
Hij werd in Zuid-Korea geboren en op jonge leeftijd geadopteerd. In de jeugd speelde hij onder meer voor Grenoble en Valence. Romey speelde lang bij teams in de lagere Franse amateurreeksen. In het seizoen 2011/12 speelde hij met Gazélec Ajaccio in het Championnat National en een seizoen later in de Ligue 2. Met CA Bastia degradeerde hij in 2014 uit de Ligue 2. Eind 2014 speelde hij in India voor Kerala Blasters FC. Met die club verloor hij de finale van de play-offs van de Indian Super League. Na een half jaar bij FC Istres, speelt Romey sinds de zomer van 2015 voor Excelsior Virton in de Belgische Tweede klasse.  